# Russula olivacea
Russula olivacea (Jacob Christian Schäffer, 1774 ex Elias Magnus Fries, 1838) denumită în popor alunică, hulubiță vânătă sau hulubghea vânătă, este o  specie de ciuperci comestibile din încrengătura Basidiomycota în familia Russulaceae și de genul Russula care coabitează, fiind un simbiont micoriza (formează micorize pe rădăcinile arborilor). Ea se poate găsi în România, Basarabia și Bucovina de Nord oriunde pe sol argilos, calcaros sau silicos, izolată sau în grupuri mai mici, în păduri de foioase, preferat pe lângă fagi și ceva mai rar în cele de conifere, acolo sub molizi, deseori și pe marginile lor. Buretele care se dezvoltă din iulie până în octombrie, crește de la câmpie la munte.

## Descriere

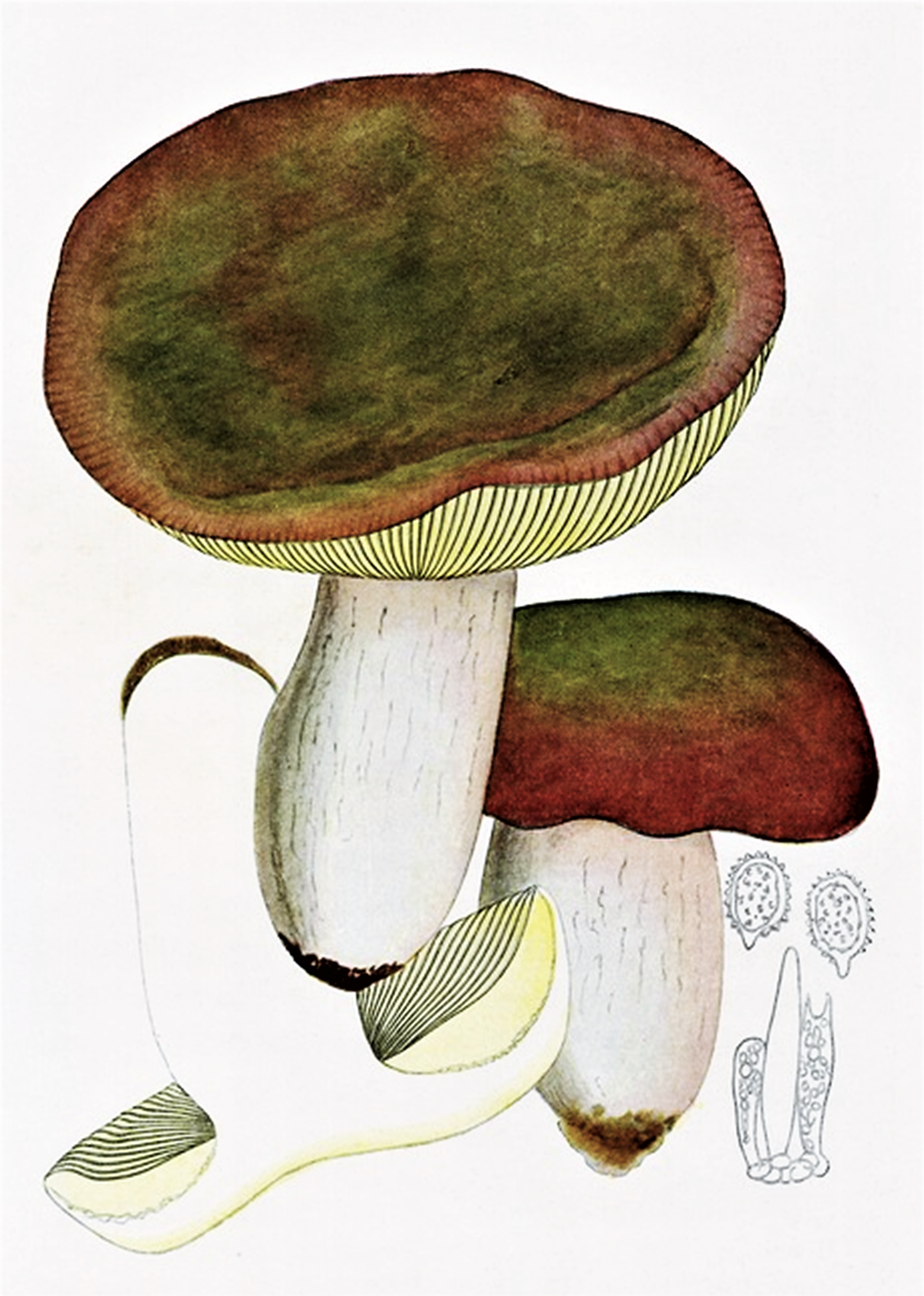
Bres.: Russula olivacea

- Pălăria: este o ciupercă mare, compactă și cărnoasă cu un diametru de 6-22 cm, inițial semisferică cu marginea răsfrântă spre picior, apoi convexă, în sfârșit plată, atunci adâncită în centru, ondulată neregulat și cu marginea încrețită concentric. Cuticula, separabilă numai parțial de carne, este mată și catifelată pe timp uscat, dar la umezeală puțin lipicioasă.  Coloritul variază, astfel se prezintă la ciuperci tinere brun-măsliniu, mai târziu capătă nuanțe puternice de roșu ca vinul, câteodată chiar și cu tonuri gălbuie, verzuie sau rozalii.
- Lamelele: ele sunt destul de late, stau dense în tinerețe, apoi ceva mai depărtate, sunt bulboase precum rotunjite la margine, iar subțiate precum parțial bifurcate spre picior și aderente. Coloritul este inițial palid gălbui, devenind cu maturitatea din ce în ce mai galben ca paia, dar cu tendința de a se decolora la bătrânețe. Muchiile pot fi roșiatice spre margine.
- Piciorul: are o înălțime de 8-15 cm și o lățime de 2-3,5 (4) cm, este cilindric, adesea ușor îngustat către bază, neted, în interior mai întâi plin, la maturitate împăiat, fiind de culoare albă cu nuanțe roșiatice sub lamele, dar, din când în când, toată tija este colorată astfel, baza nu rar cu aspect maroniu.
- Carnea: este albă până alb-gălbuie, în tinerețe compactă, de mare densitate și greutate, dar fragilă, devenind la bătrânețe mai moale. Mirosul este plăcut, slab fructuos și gustul savuros de nuci.[3][4]
- Caracteristici microscopice: are spori produși în mase, hialini (translucizi), rotunjori până slab elipsoidali, presărați cu mici negi țepoși, având o mărime de 8-12 x 7-10 microni. Pulberea lor este ocru-gălbuie. Basidiile cu 4 spori în formă de măciucă măsoară 50-63 × 13-15 microni, cistoidele fusiforme 70-120 × 9-14 microni.[5]
- Reacții chimice: Carnea buretelui se colorează cu guaiacol verde-măsliniu, cu fenol după scurt timp puternic roșu-violet și cu sulfat de fier gri-rozaliu.[6][7]

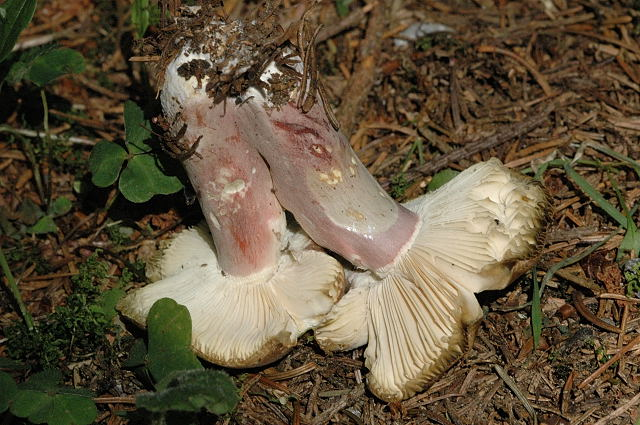
R. olivacea, lamele și picior
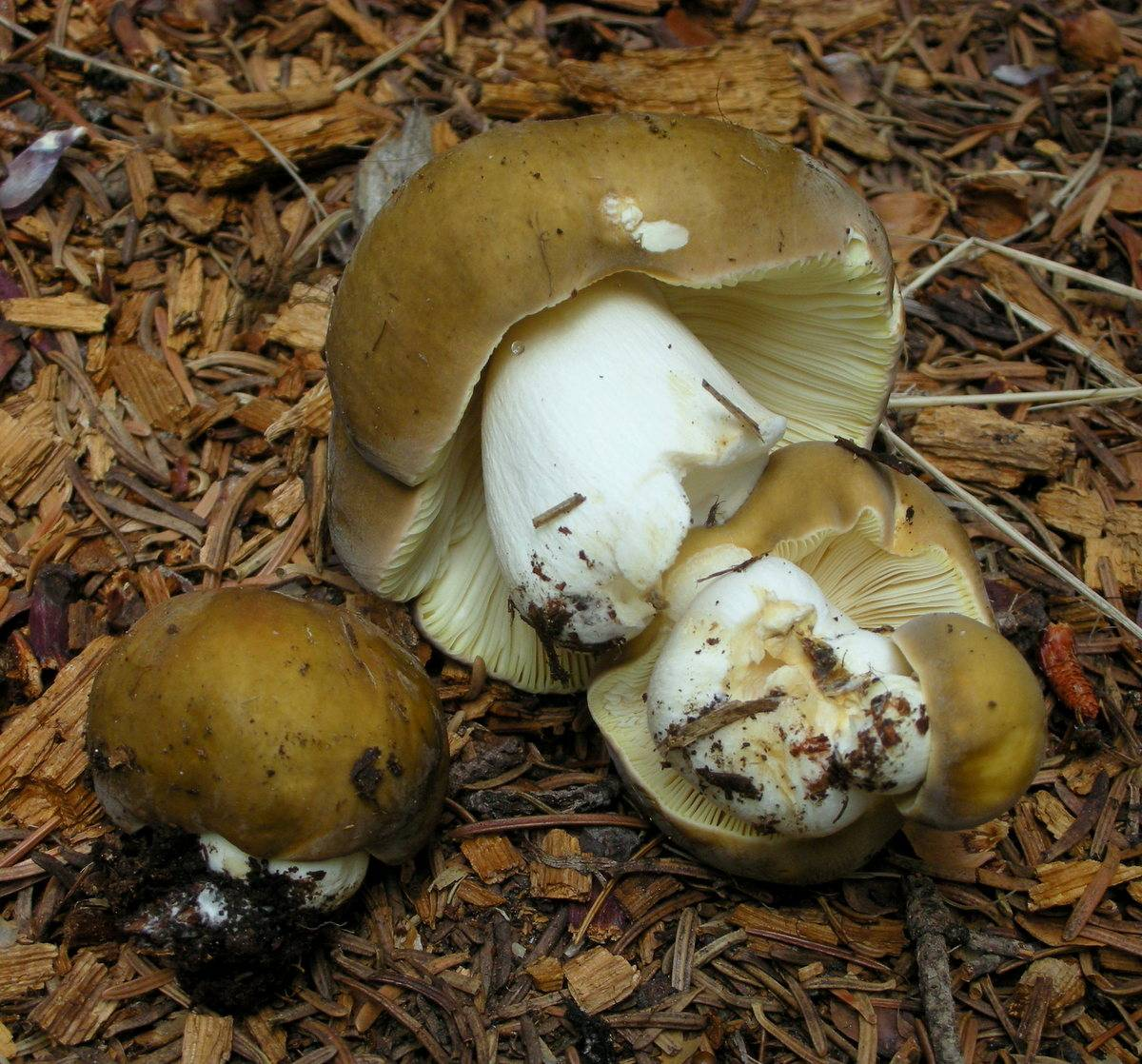
R. olivacea tinere
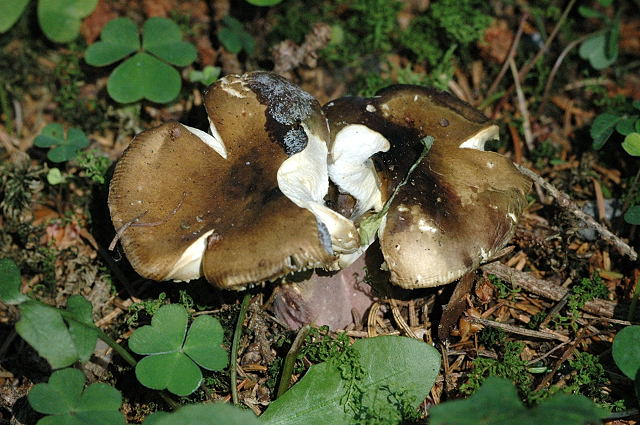
R. olivacea bătrâne

## Confuzii
Buretele poate fi confundat cu alte specii ale genului Russula, de exemplu cu comestibilele Russula aeruginea, Russula alutacea, Russula heterophylla, Russula integra, Russula mustelina, Russula nauseosa, Russula postiana sin. olivascens, Russula stenotricha, Russula xerampelina sau cu necomestibilele Russula adulterina (iute) Russula badia (miros ca de cutie de țigări sau coajă decedru, iute), Russula firmula (iute), ori Russula queletii (iute, usturoiară) sau Russula violacea (foarte iute).
Mai periculoasă ar fi confuzia cu ciuperca otravitoare Russula fragilis, sau chiar cu Tricholoma equestre care poate cauza, fiind consumată mai des, o rabdomioliză (afecțiune musculară rară, severă).

## Specii asemănătoare

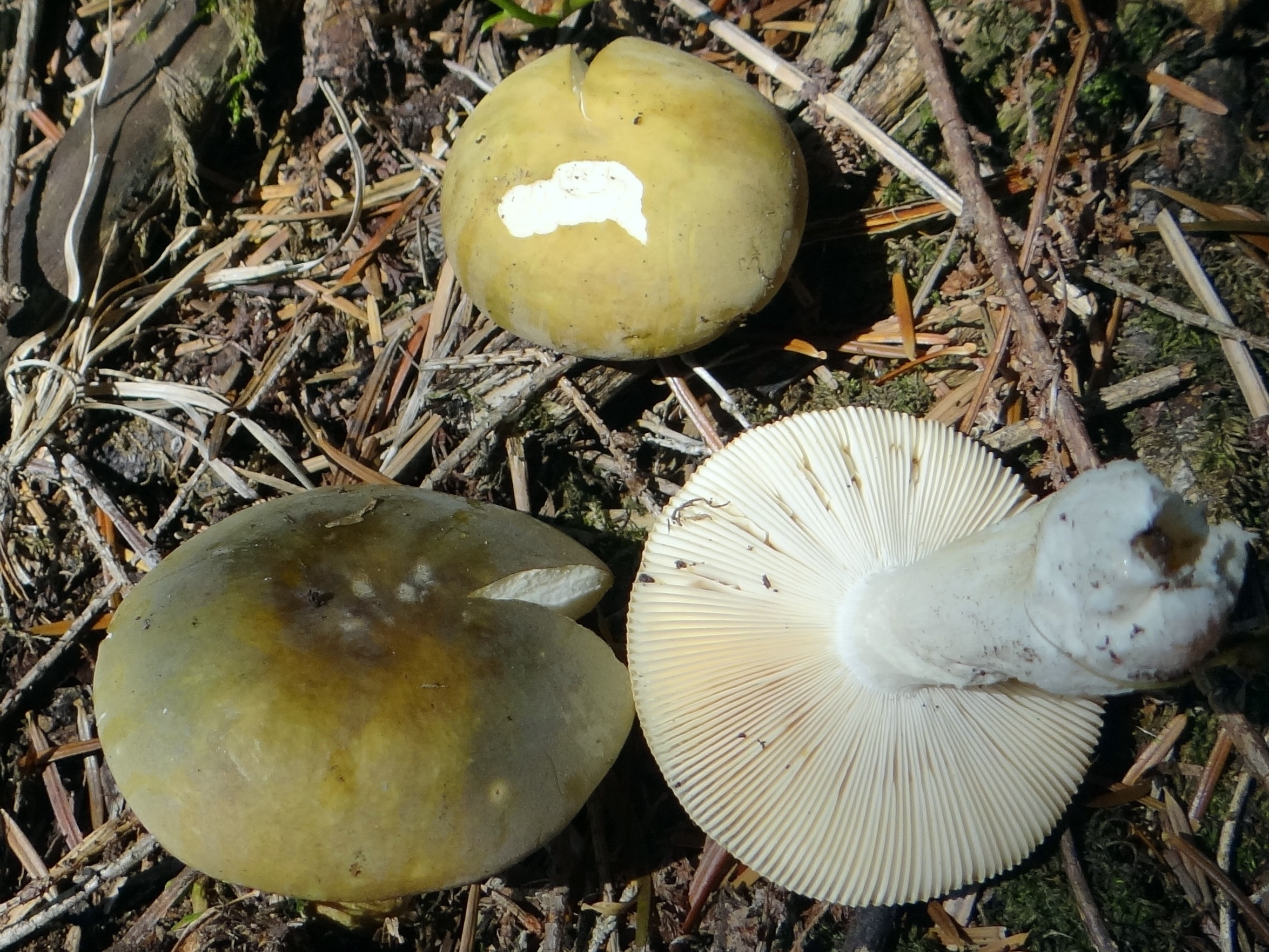
Russula aeruginea
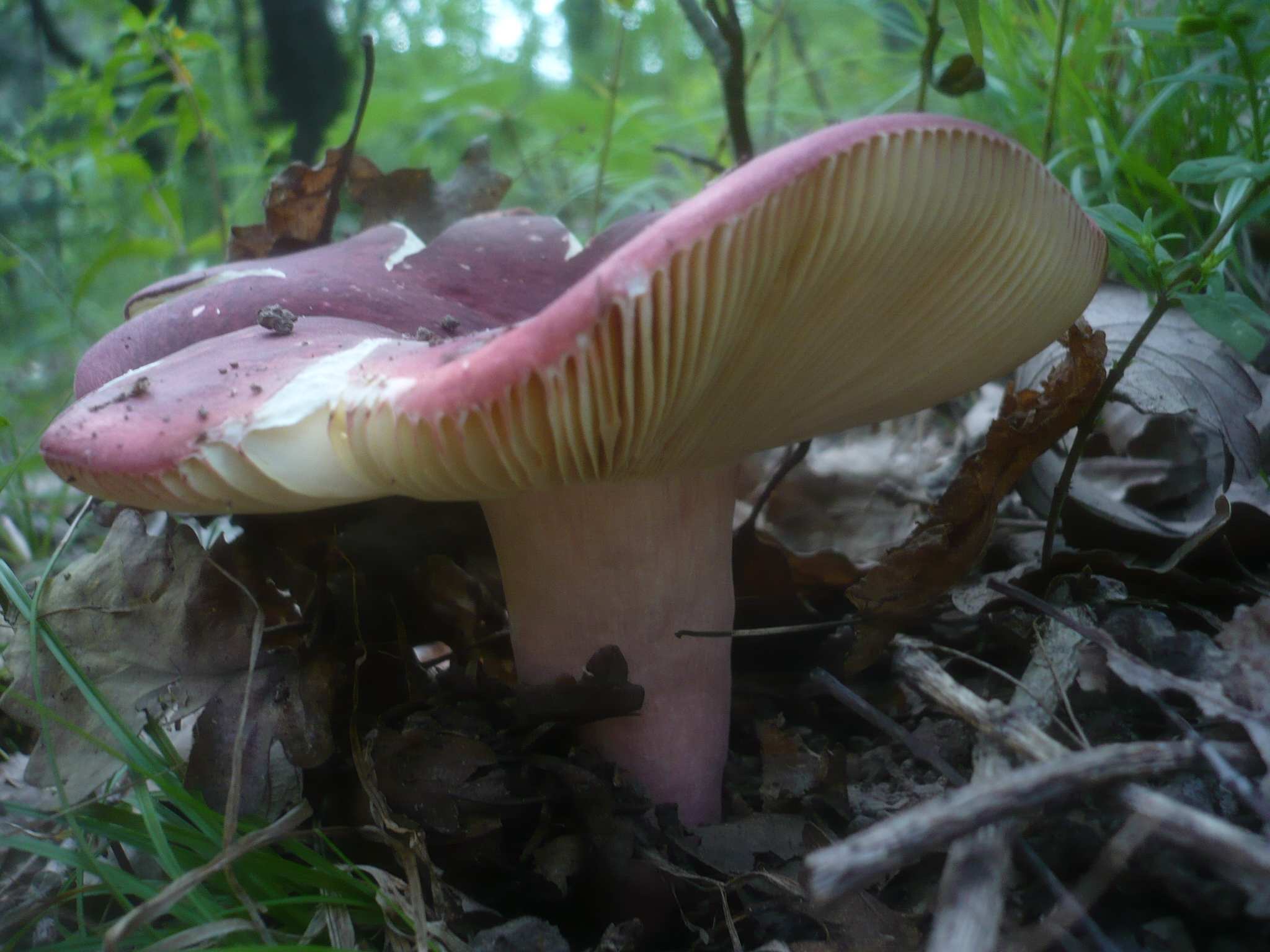
Russula alutacea
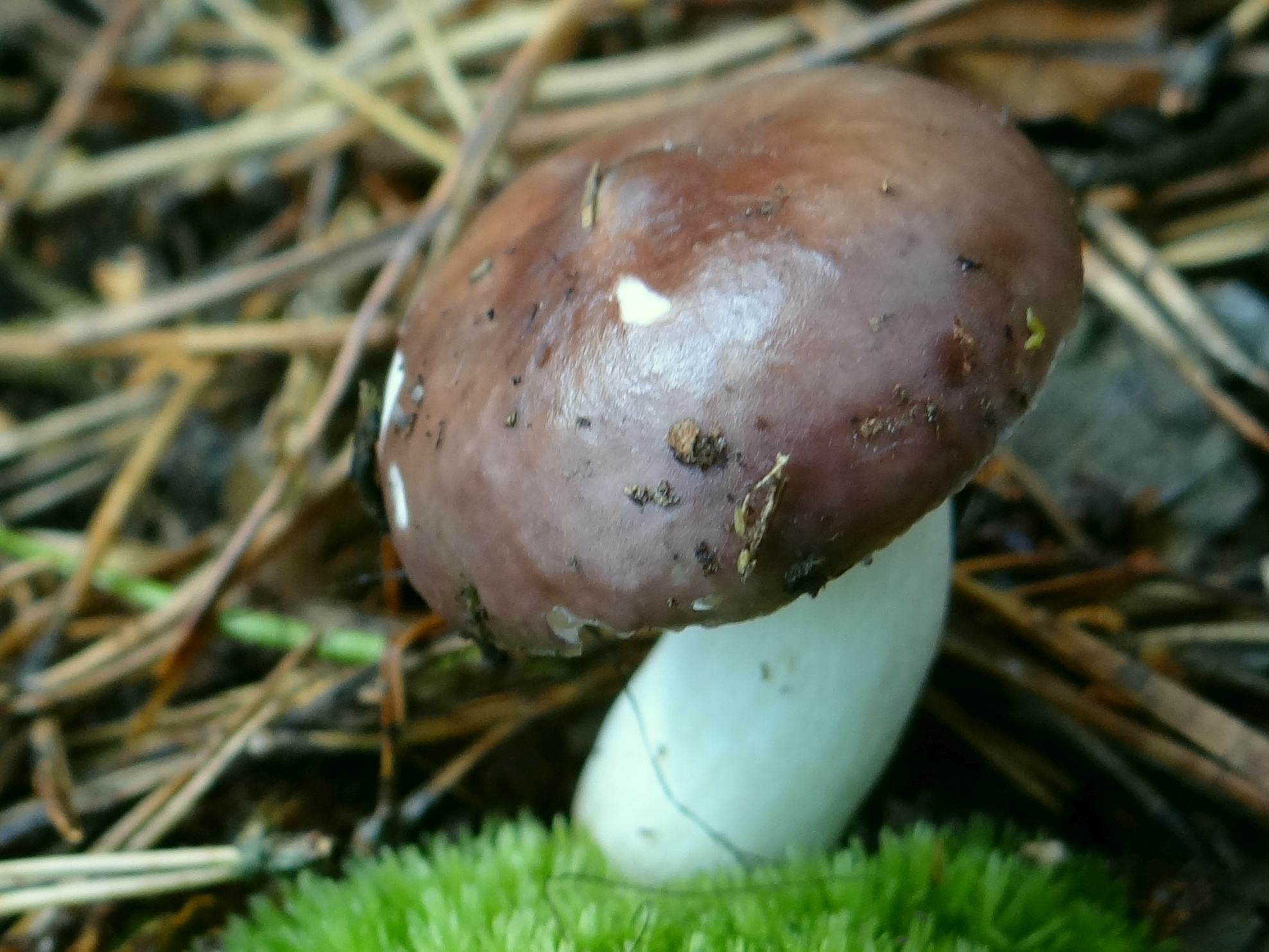
!Russula badia!
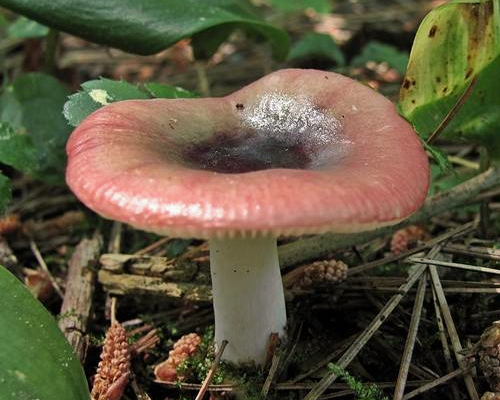
!!Russula fragilis!!
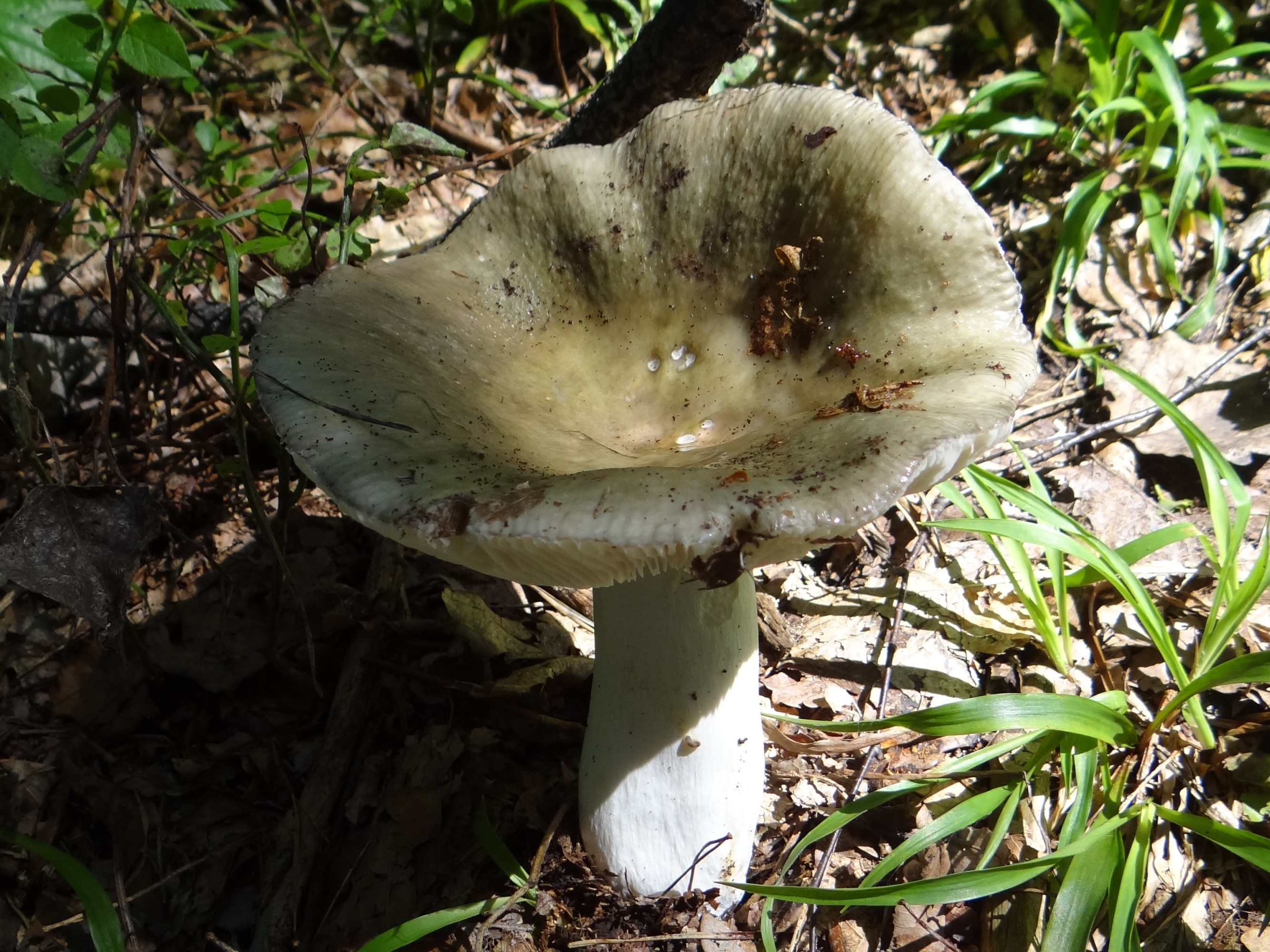
Russula heterophylla
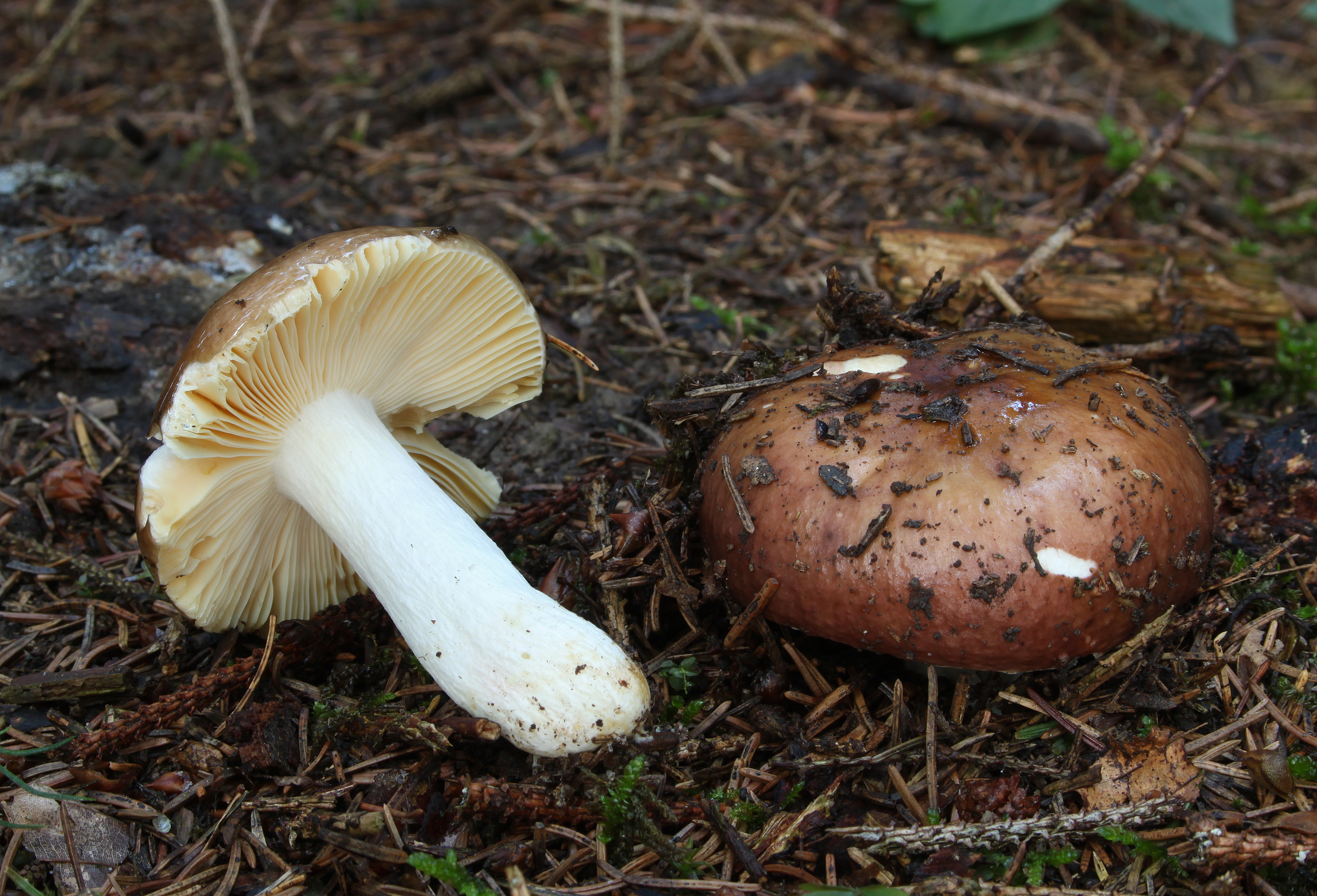
Russula.integra
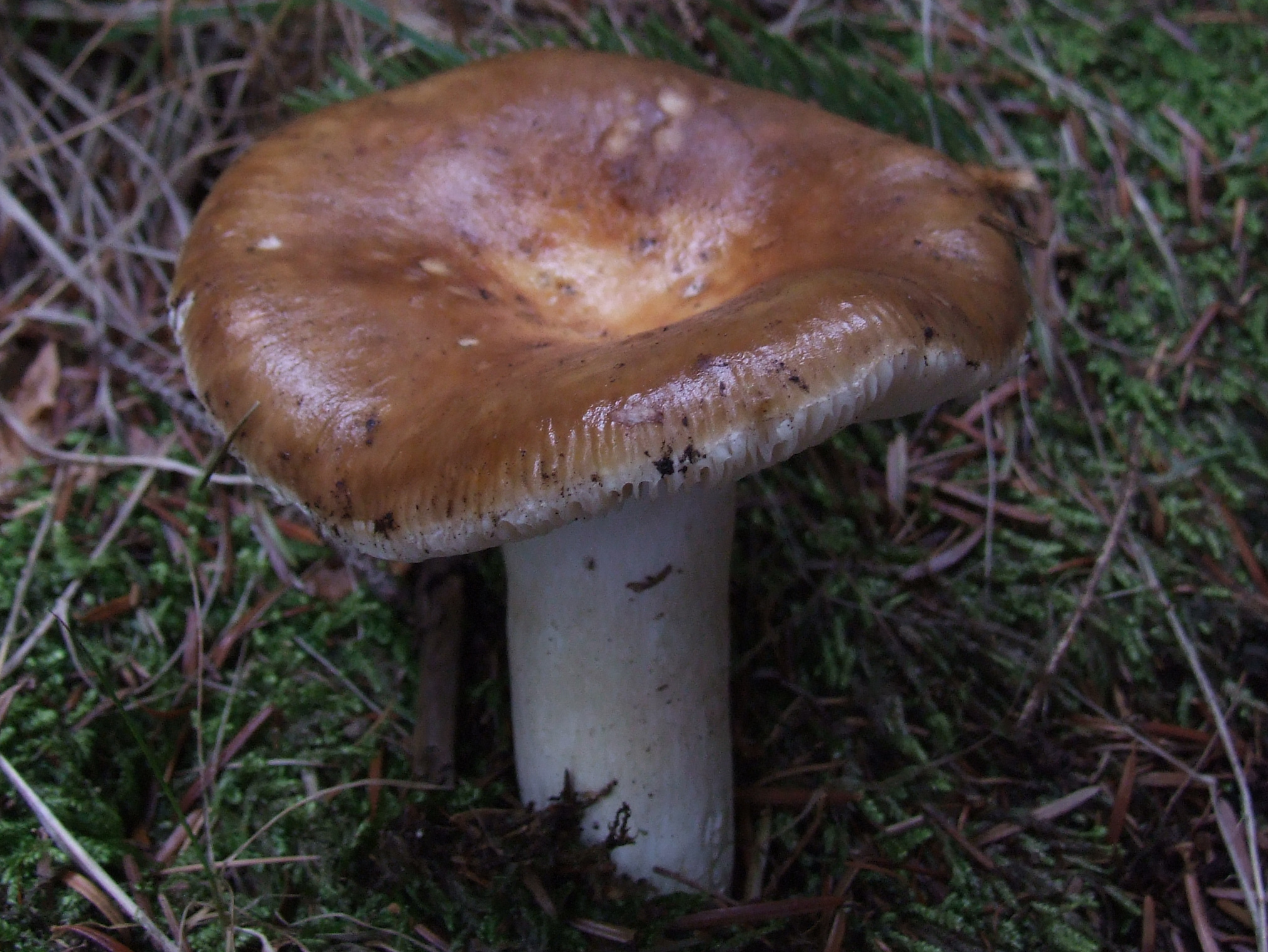
Russula.mustelina

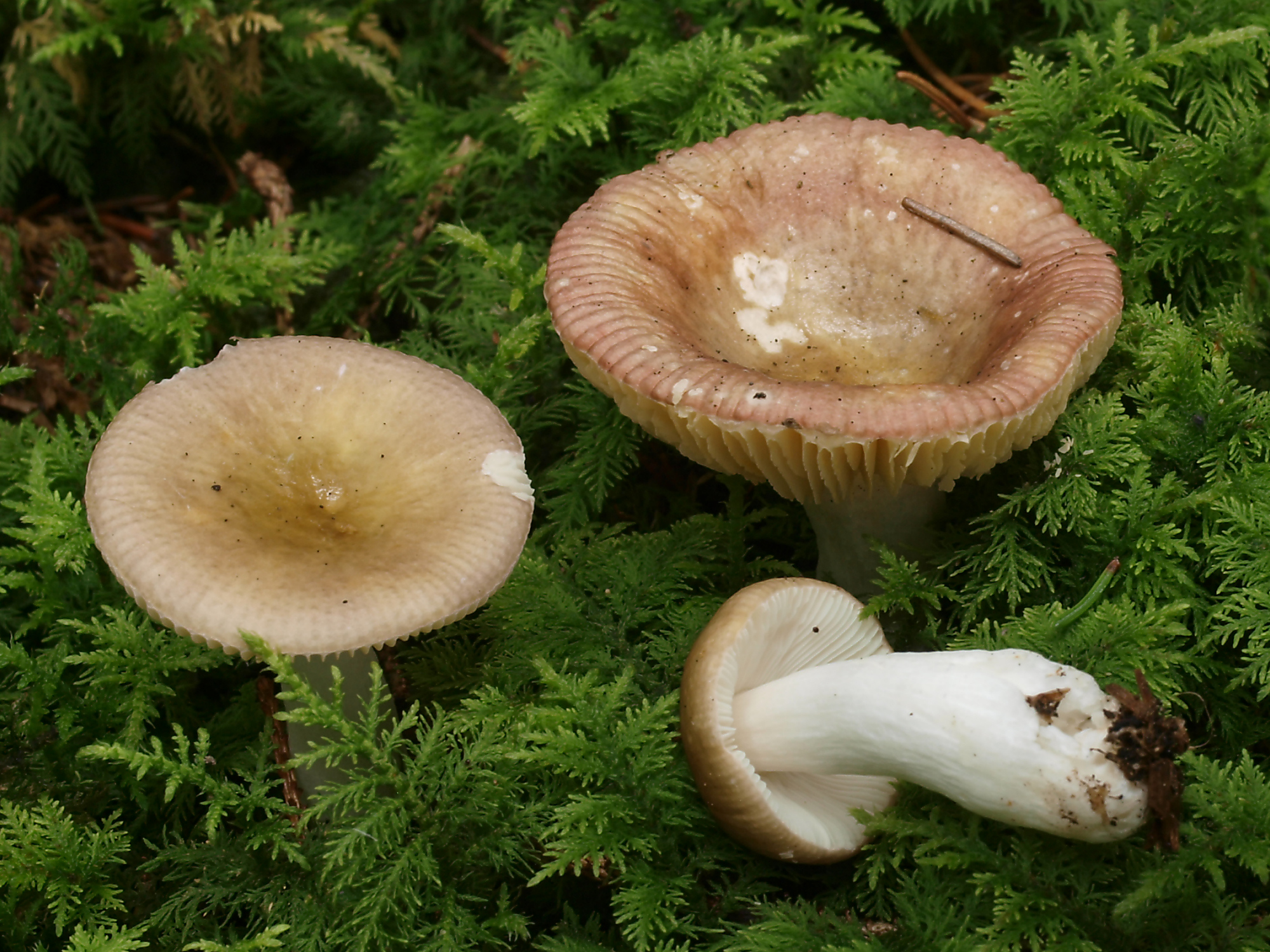
Russula nauseosa
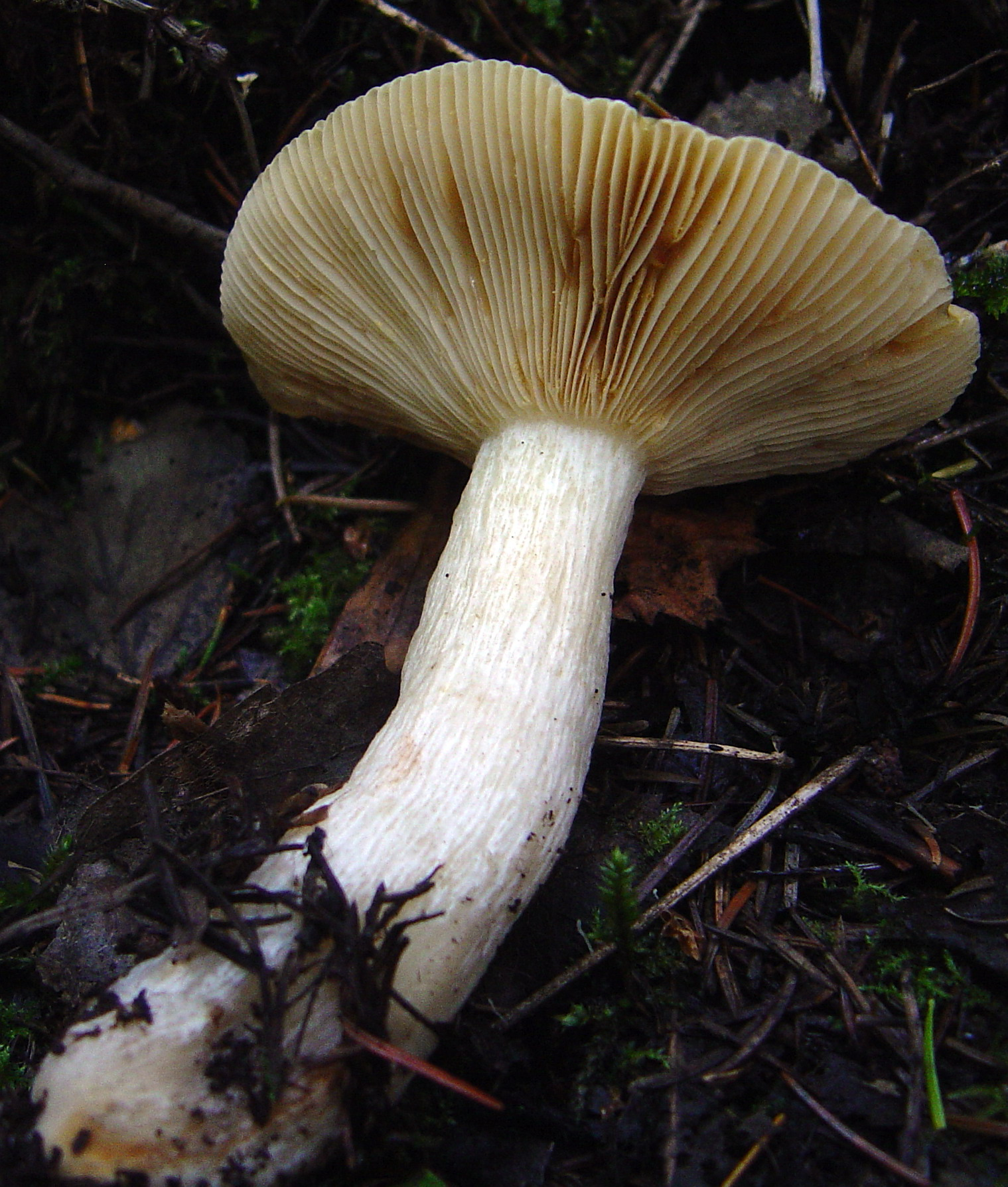
Russula postiana sin. olivascens
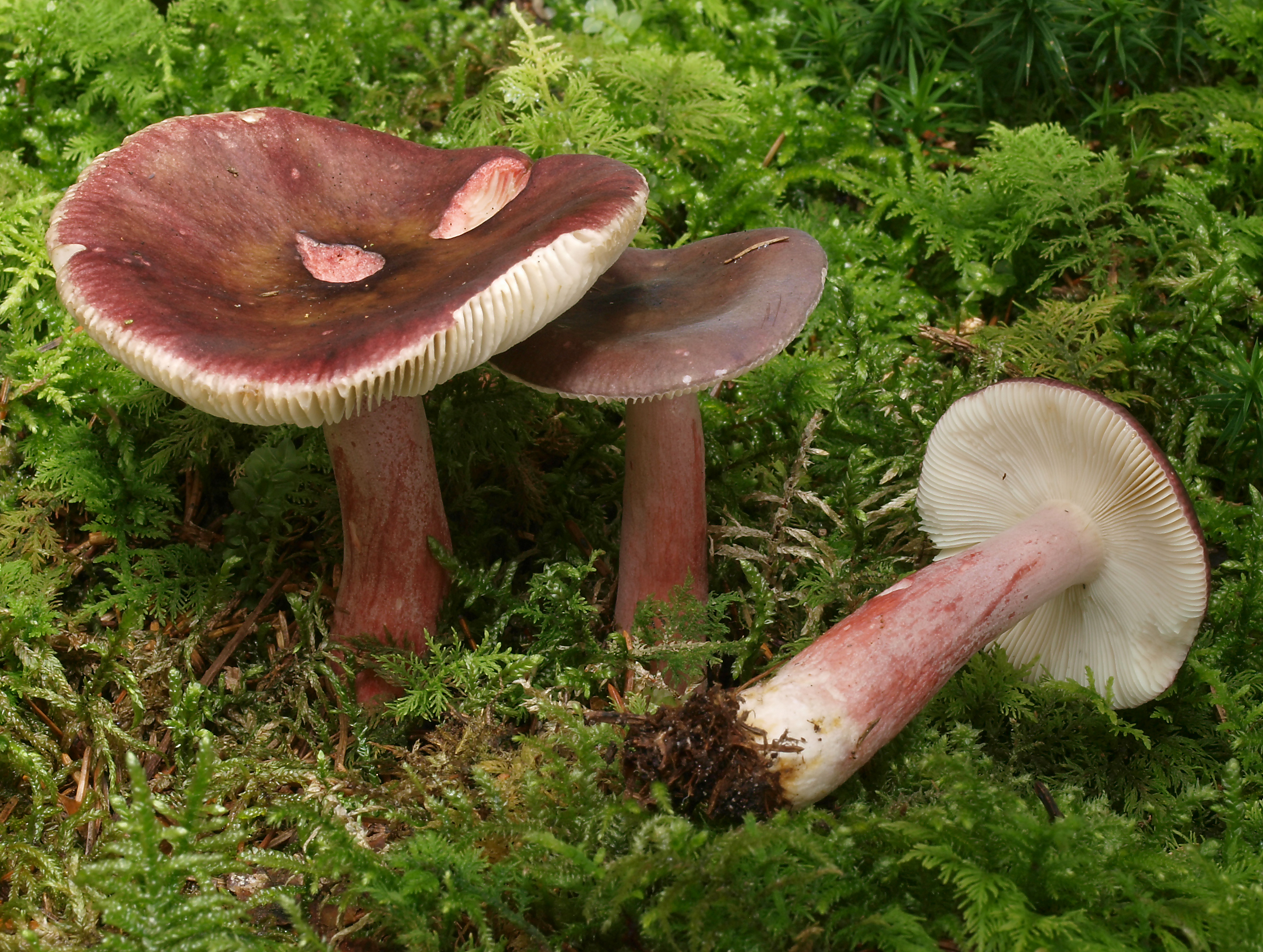
!Russula queletii!
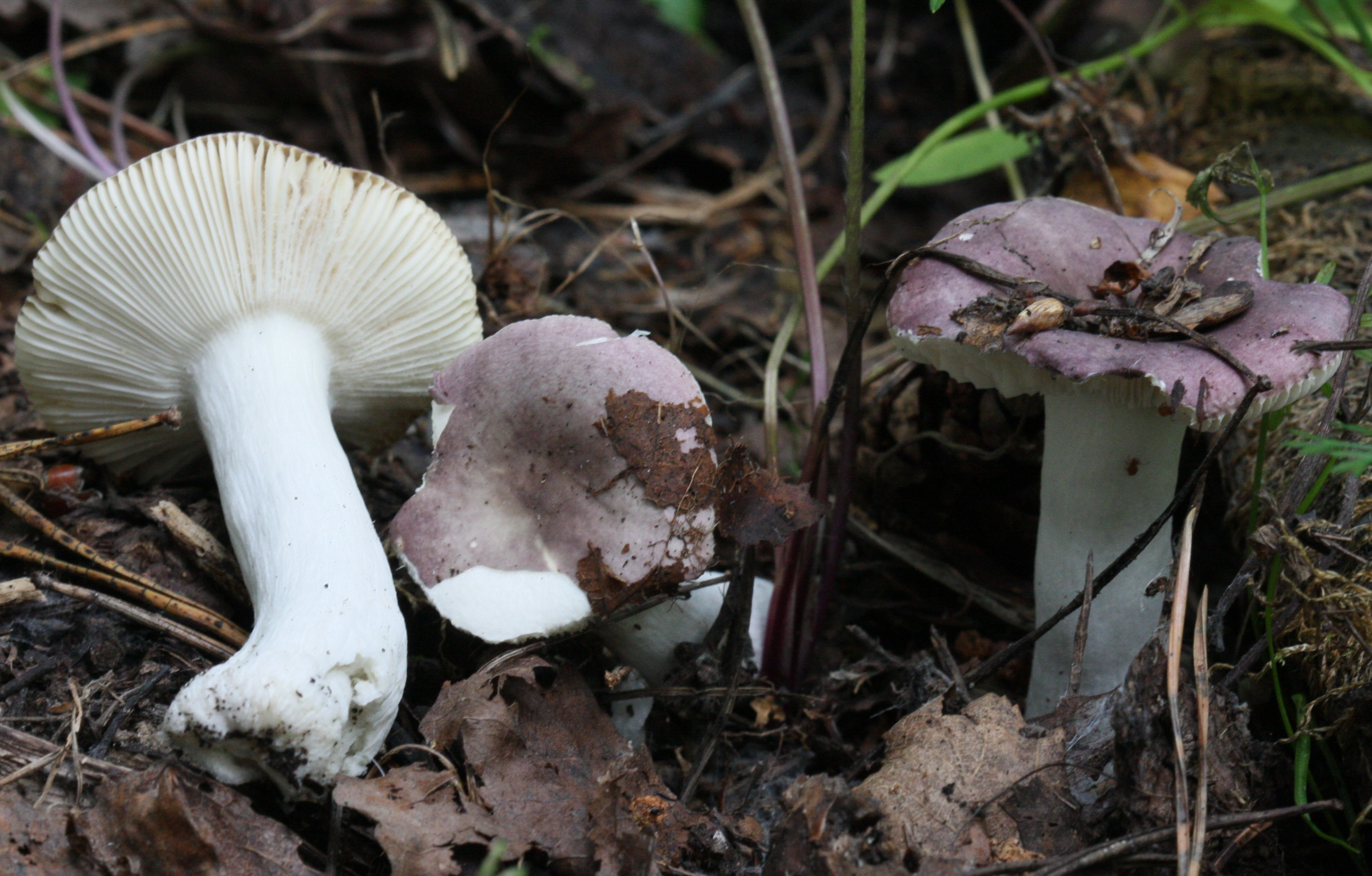
!Russula violacea!
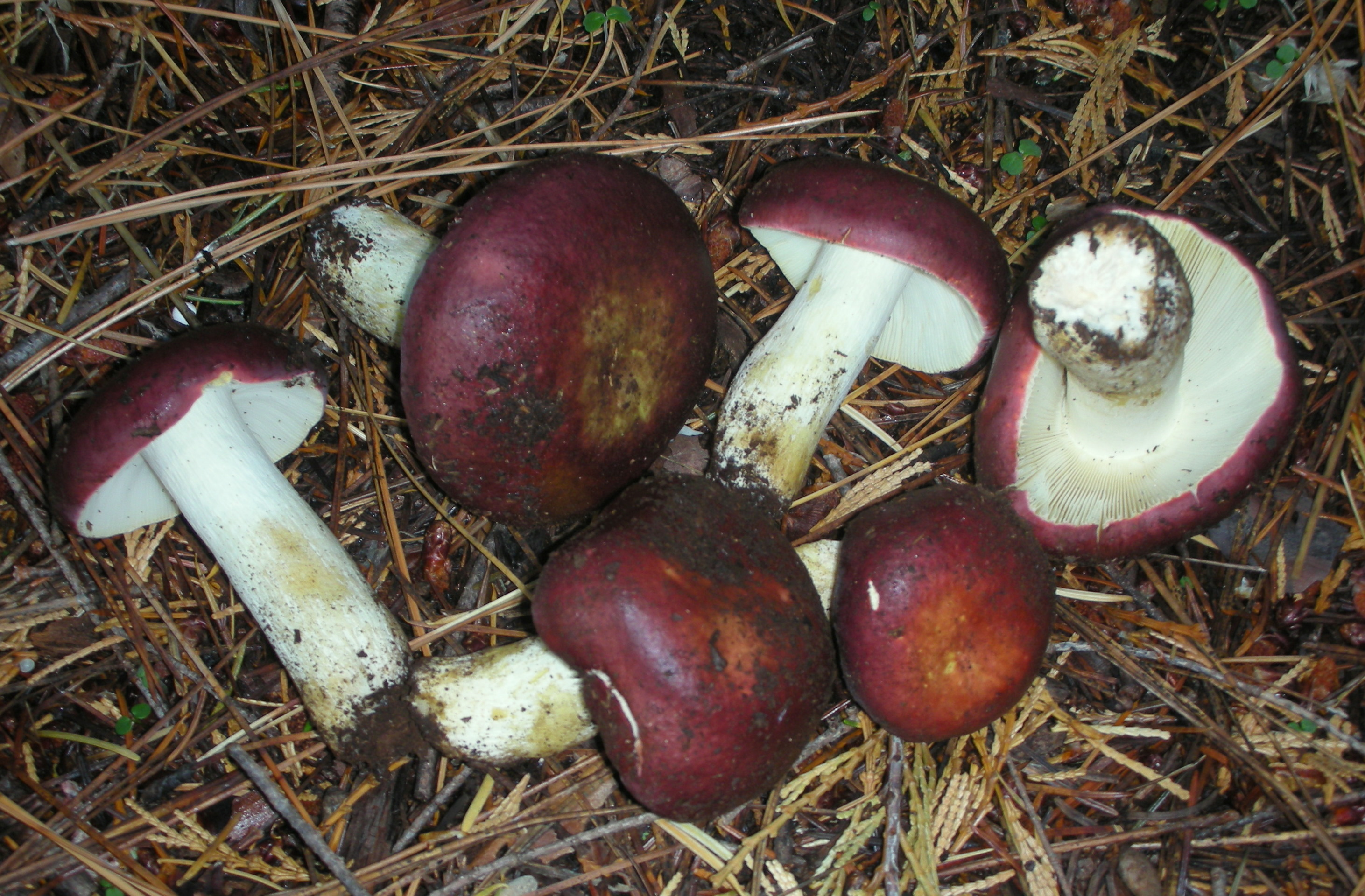
Russula xerampelina
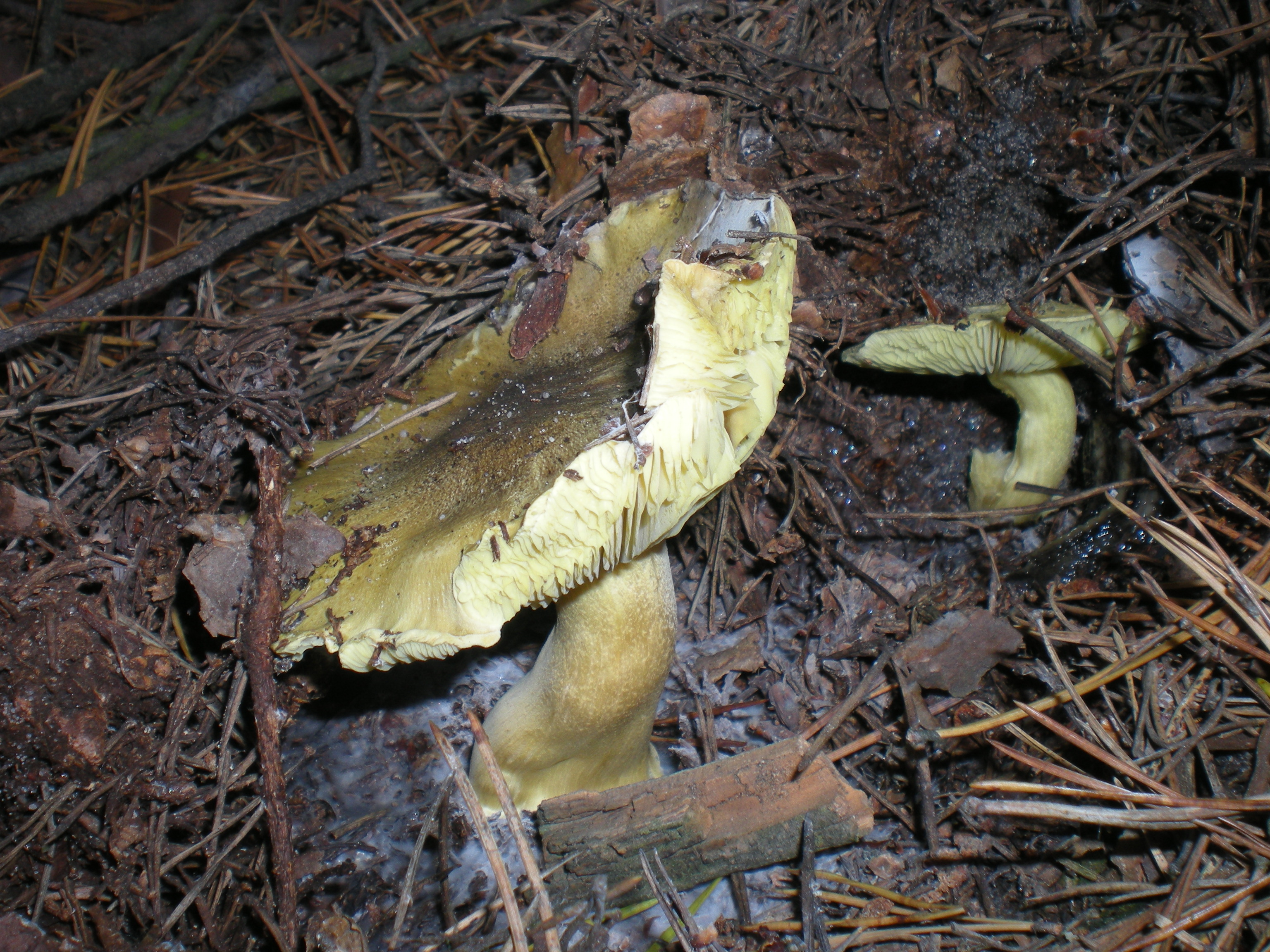
!!!Tricholoma equestre!!!

## Valorificare
Hulubița vânătă este datorită cârnii dense și compacte precum gustului savuros, o ciupercă mult căutată și preparată cu predilecție. Dar s-a atestat o idiosincrasie la această ciupercă, adică o intoleranță particulară care la marea majoritate a oamenilor nu provoacă nici o reacție nocivă (astfel de incidente sunt cunoscute și la alte alimente, de exemplu la căpșuni). Nu s-a dovedit niciodată un conținut toxic. De acea se recomandă pentru anumite persoane sensibile, de a nu consuma soiul, iar pentru toți renunțarea ingerării în stadiu crud. Cine nu are probleme, poate mânca ciuperca cel mai bine tânără, tăiată fin și prăjită, într-o salată cu maioneză, hrean, verdețuri sau cu hrean și frișcă precum pe mod ardelean, friptă, cu cepe, boia ardei, smântână și pătrunjel tocat. Alunica poate fi pregătită de asemenea la grătar cu de exemplu unt „à la maître d'hôtel”, dar de asemenea  numai tăiată în felii groase și unse cu ulei. Ciuperca se poate usca sau conserva în oțet sau ulei.